# Paracles fusca
Paracles fusca är en fjärilsart som beskrevs av Walker 1856. Paracles fusca ingår i släktet Paracles och familjen björnspinnare. Inga underarter finns listade i Catalogue of Life.